# Jere Hribar
Jere Hribar (Split, 19. siječnja 2004.) hrvatski je plivač. Osvajač je srebrne medalje na Svjetskom juniorskom prvenstvu 2022. na 100 metara slobodno i brončane medalje na 50 metara slobodno. Na Europskom juniorskom prvenstvu 2022. osvojio je srebrnu medalju u disciplini 50 metara slobodno.
Rodio se u Splitu 19. siječnja 2004. godine. Od jesen 2022. pohađa koledž na Državnom sveučilištu Louisiana u SAD-u i natječe se za plivački tim LSU Tigers počevši od jeseni 2023.
Započevši svoje natjecanje trećeg dana Svjetskog juniorskog prvenstva u plivanju 2022., održanog u kolovozu i rujnu u Limi u Peruu, Hribar je zauzeo drugo mjesto u jutarnjim preliminarnim utrkama na 50 metara slobodno s vremenom 22,42 sekunde i kvalificirao se u polufinale. Za večernje polufinale, završio je u vremenu od 22,35 sekundi i kvalificirao se za konačni poredak kao prvi. U finalu natjecanja sljedećeg dana završio je 0,59 sekundi iza Dioga Ribeira iz Portugala i 0,04 sekunde iza Nikolasa Antonioua iz Cipra s vremenom od 22,55 sekundi i osvojio brončanu medalju. Za jutarnje preliminarne utrke svoje druge i posljednje discipline, 100 metara slobodno, sljedećeg jutra, kvalificirao se u polufinale s vremenom od 50,29 sekundi i ukupnim sedmim mjestom. Plivao je 50,12 u večernjem polufinalu, kvalificirajući se za konačni poredak treći. U finalu je osvojio srebrnu medalju s osobnim rekordom od 49,37 sekundi, završivši 2,24 sekunde iza osvajača zlatne medalje Davida Popovicija iz Rumunjske i 0,54 sekunde ispred osvajača srebrne medalje Nikolasa Antonioua.
Prvog dana Svjetskog kupa u plivanju 2022. u Berlinu, Njemačka, Hribar je u preliminarnim utrkama na 50 metara slobodnim stilom isplivao osobni rekord od 21,84 sekunde i zauzeo 20. mjesto. Drugog dana, zauzeo je 30. mjesto u preliminarnim utrkama na 100 metara slobodnim stilom s osobnim rekordom od 48,64 sekunde, što je bilo 2,18 sekundi iza prvoplasiranog Maximea Grousseta iz Francuske. Trećeg i posljednjeg dana, postigao je treće osobno najbolje vrijeme, ovaj put u preliminarnim utrkama na 50 metara leptir, gdje je zauzeo 44. mjesto s 24.14.